# Famille de Dramelay
La famille de Dramelay ou de Tramelay, est une famille seigneuriale médiévale comtoise, qui s'est éteinte au cours du XVe siècle.

## Histoire

### Origines
La famille de Dramelay tire son nom de la seigneurie de Dramelay, siège d'une baronnie en comté de Bourgogne. Le toponyme a varié dans la documentation médiévale où l'on trouvait les formes Tramelay, Trémolay, Tremaley, Tremolaz,. Le surnom toponymique Tramelay a évolué tout comme celui de la seigneurie en nom moderne Dramelay. Pour la branche grecque, on trouve les formes Trimolai, Tremulay,.
Certains auteurs ont considéré qu'elle pouvait être issue des comtes de Bourgogne,.
L'implantation de la famille s'étend aux alentours de la forteresse de Neufchâtel, qui domine le Val de la Ranceuse, notamment dans la partie sud, avec Dampierre, L'Isle, Soye et Baume.
Alphonse Rousset (1854) soulignait que les prénoms Bernard, Hugues, Fromont, Guillaume, Jean sont souvent repris au sein de la famille.

### Seigneurs en Comté
Le premier membre connu est Onfroy de Dramelay, vers 1100 (?), qui cède une aumône au prieuré clunisien de Romainmôtier.
Fromond de Dramelay est témoin du comte de Bourgogne et de Mâcon, Guillaume, en 1107 à Cluny.
L'archevêque de Besançon, Amédée de Tramelay, est qualifié de dilectus consenguineus (« cher parent »), en 1199 par roi de Germanie, Philippe de Souabe.
Au cours du XIIIe siècle, plusieurs membres de la famille participent au gouvernement de la Comté.

### Chevaliers croisés
Un G. de Trimolai (Guy ?), seigneurs de Morée, est présent comme témoin dans une confirmation de donation de Geoffroi de Villehardouin à l'abbaye Saint-Loup de Troyes, le 13 septembre 1209,. Il pourrait être le même Guy de Tremolay qui apparait comme témoin dans une donation à l'abbaye de Bellevaux par le comte de Bourgogne, Éteinne. G. de Trimolai fait souche en Grèce. Les Dramelay vont posséder une des douze baronnies de Morée, Chalandrítsa, du  XIIIe au XIVe siècle,.
Jean Alexandre Buchon, repris ensuite par d'autres historiens, a traduit de la Chronique de Morée leur nom grec en La Trémouille amenant une confusion. Longnon indique que la chronique française mentionnait bien les Trimolay et que ce surnom toponymique est présent dans l'acte de 1209 ou encore les Registres Angevins.
La branche des Dramelay de Morée s'éteint vers 1316. Leur nom est passé à un château, Tremola, situé au-dessus de Kalávryta.

### Seigneurs de Neuchâtel
Selon Faget de Casteljau (1977), la famille de Dramelay serait à l'origine de la maison de Neufchâtel. Une succession voit la transmission du château de Neuchâtel des Montfaucon aux Dramelay.
Humbert de Dramelay hérite de la seigneurie de Neufchâtel d'Amédée de Montfaucon, seigneur dudit lieu, dans la première partie du XIIe siècle,. Sa descendance est connue à travers plusieurs actes. Il a trois fils qui héritent chacun d'une terre : Guillaume, seigneur de Châtillon(-sous-Maîche) et dont le fils, Eudes, est auteur de la seconde famille de La Roche, Fromond [II], seigneur de Neufchâtel et de Frasne, et Amédée, archevêque de Besançon (1193-1220),. Les auteurs du XIXe siècle ont considéré que le père de ces trois personnages seraient un certain Guy. 
Lors de la mort d'Humbert, ses fils, Fromond et Guillaume, font une donation à l'abbaye de Lieu-Croissant. 
Thiébaut [I], fils aîné de Fromond [II], héritier de Neufchâtel, est à l'origine de la maison de Neufchâtel,.

## Personnalités
- Hugues de Dramelay/Tramelay, connétable du comté (1150-1173)[2],[1],[9].
- Bernard de Tramelay († 1153), Grand Maître du Temple en 1152, meurt au siège d'Ascalon en Palestine le 16 août 1153[1].
- Amédée de Tramelay/Dramelay († v. 1220), archevêque de Besançon (1194/97-1220, démission)[1].

## Armoiries

Armes des Dramelay.

Les armes de la famille de Chalon se blasonnent ainsi d'or au chef de gueules.,
Alias le chef chargé d'une fleur de lys d'or.
Timbre : une tête d'aigle. Support : deux lions assis.

## Alliances
Les principales alliances des Dramelay sont : de Vaudrey, de Cuiseaux, de Montbéliard, de Montluel, de Saint-Amour, de Vennes ; de Salins, du Saix, de Vadans, de Pélapussins, de Saint-Mauris-Châtenois, de Fétigny.